# جو ستيفنسون
جو ستيفنسون (بالإنجليزية: Joe Stevenson) هو فنان قتال مختلط أمريكي، ولد في 15 يونيو 1982 في توررانسي في الولايات المتحدة.

## وصلات خارجية
- جو ستيفنسون على موقع يو إف سي (الإنجليزية)
- جو ستيفنسون على موقع شيردوغ (الإنجليزية)
- جو ستيفنسون على موقع IMDb (الإنجليزية)
- جو ستيفنسون على موقع قاعدة بيانات الفيلم (الإنجليزية)